# Carl Gustaf von Platen (1922–2013)
Carl Gustaf Johan Axel von Platen, född 18 december 1922 i Oscars församling, Stockholm, död 19 november 2013 i Oscars församling, Stockholm, var en svensk friherre, diplomat och överceremonimästare.

## Biografi
Carl Gustaf von Platen var son till förste hovstallmästare, friherre Carl Eric von Platen och Gunhild Nordenfalk. Han tog juris kandidatexamen i Stockholm 1950 och blev attaché vid Utrikesdepartementet (UD) 1952. von Platen tjänstgjorde i Madrid 1953, Haag 1955 och var andre sekreterare vid UD 1958. Han var förste beskickningssekreterare i Pretoria 1961, byrådirektör vid UD 1965, handelsråd i Rio de Janeiro 1969, generalkonsul där 1972 och handelsråd i London 1973. 
von Platen var generalkonsul i Frankfurt am Main 1977, ambassadör i Caracas, sidoackrediterad i Bridgetown och Port of Spain 1980–1984, generalkonsul i Hamburg 1984–1987 och överceremonimästare 1988–1995.
von Platen gifte sig 1953 med grevinnan Ursula von Rosen (1931–2020), dotter till legationsrådet, greve Adolf von Rosen och grevinnan Elsa von Rosen. Han var far till en dotter och tre söner. Makarna von Platen är begravda på Norra begravningsplatsen utanför Stockholm.

## Utmärkelser

### Svenska
- Riddare av Kungl. Nordstjärneorden (RNO) (1973)

### Utländska
- Storkors av Norska förtjänstorden (1 juli 1992)[8]
- Kommendör av Italienska Republikens förtjänstorden (KItRFO)
- Kommendör av Påvliga S:t Sylvesterorden (KPåvlS:tSO)
- Riddare av Nederländska Oranien-Nassauorden (RNedONO)[6]
- Riddare av Norska Sankt Olavsorden (RNS:tOO)[6]
- Riddare av Spanska civilförtjänstorden (RSpCfO)[6]